# Zobákpuszta
Zobákpuszta apró falu a Kelet-Mecsekben, Komló településrésze.
Gesztenyés városrésszel együtt településrészi önkormányzata van, ennek vezetője hosszú ideig (2014 előtt mintegy két évtizeden át) Mátyás János gesztenyési képviselő volt.

## Fekvése
Komlótól mintegy négy kilométerre keletre található, a Pécs-Hirdtől Hosszúhetényen és Magyaregregyen át Szászvárig vezető 6541-es út mentén; Komló központjával és a 66-os főúttal az innen Magyarszékig vezető 6542-es út kapcsolja össze.

## Története
Zobák neve 1558-ban tűnik fel a szigetvári vár számadásai között. A falu egészen magyar, a bíró neve Kis Márton, és Zobák egyezség alapján 5 forint 50 dénárt fizet váradó fejében. Az összeírás a falut, mint a pécsváradi apát birtokát tünteti fel. Közvetlen szomszédja volt a mára elpusztult Perény falu. 
1966. december 31-ig Hosszúhetényhez tartozott.

## Turistacsomópont
A kelet-mecseki túrák gyakori kiindulóhelye, a Dél-Dunántúli Kéktúra egyik fő állomása. Közelében van a Csurgó-forrás, amely népszerű nyári táborhely és Kövestető kirándulóhely (463 méteres magasságban, kilátó toronnyal). Autórali-versenyek állomása is. A helyi bevételek fontos része a turizmusból származik. Korábban a legfontosabb iparág a szénbányászat volt: Zobákpuszta közelében található a bezárt szénbánya, Béta-bánya.
A Zobákpusztáról induló erdészeti úton közelíthető meg gépkocsival Pusztabánya, illetve még távolabb Kisújbánya.

## Védett területek
Zobákpuszta és a festői Hidasi-völgy közt terülnek el a Kelet-Mecsek Tájvédelmi Körzet fokozottan védett területei.
A Zobákpuszta és Magyaregregy közötti Völgységi-patak mentén időnként fészkel a ritka madárfaj, a haris (Crex crex; Linnaeus, 1758)

## Érdekesség
Zobákpusztához kötődik a „mecseki oroszlán” újkeletű legendája, amelynek valóságalapja, hogy 2004 elején darabokra marcangolva találták a falu egy ötven kilós házőrző kutyáját. 